# Раду V Афумати
Раду V Афумати (на румънски: Radu de la Afumați) е княз на Влашко четири пъти – от декември 1522 до април 1523, от януари до юни 1524, от септември 1524 до април 1525 и от август 1525 до януари 1529 г.
Прозвището му Афумати е свързано с факта, че притежава земи в Афумати (в Илфов), наследени от дядо му княз Влад IV Монах. За да бъде отличаван от съименниците му, особено от баща му и двамата му братя, които също носят името Раду, той е наричан и Раду Вода Младия (на румънски „Radu-Vodă cel Tânăr“), а след смъртта му – и Раду Смелия (на румънски „Radu cel Viteaz“) (в документ от 4 юни 1588 г.) като признание за заслугите му при отблъскването на османците. Самият Раду се подписва като „Раду Вода“ или „Йоан Радул, велик войвода“.

## Управление
Раду Афумати побеждава неколкократно османските войски между 1522 и 1525 г. като още в началото на управлението си разбива силите на никополския паша Мехмед бей Михалоглу, който също е претендент за влашкия трон. На надгробната му плоча са отбелязани 20 негови битки.
В края на 1528 г. група боляри се надигат срещу Раду и той е принуден да бяга, за да търси подкрепа при рода Крайовеску. Заловен е в църквата на малката крепост Четацуя (Cetăţuia) близо до Ръмнику Вълча и на 2 януари 1529 г. е обезглавен заедно със сина си Влад. Отрязаните глави на двамата са изпратени на султана в Константинопол, а телата им са погребани в манастира в Куртя де Арджеш на 4 януари.

## Семейство
Раду Афумати има два брака. Първата му съпруга, Войка, която умира през 1525 г., е дъщеря на болярина Влайку. От този брак се раждат три деца – Влад (убит с баща си през 1529 г.), Ана (или Анка) и Някша.
На 21 януари 1526 г. Раду се жени за Роксандра, дъщерята на Нягое I Басараб. Тя му ражда син Раду VIII Илие Хайдеул. Три години след брака им Роксандра остава вдовица и впоследствие е омъжена за неговия брат Раду VII Паисий.